# Habenaria pubidens
Habenaria pubidens är en orkidéart som beskrevs av Phillip James Cribb. Habenaria pubidens ingår i släktet Habenaria och familjen orkidéer. Inga underarter finns listade i Catalogue of Life.